# 圣孔瓦
圣孔瓦，是西班牙加利西亚自治区拉科鲁尼亚省夏亚斯县的一个市镇。总面积203.7km², 总人口9450人（2018年），人口密度46人/km²。

## 地名
圣孔瓦历史悠久，这里保存有凯尔特人和古罗马人留下的遗迹。现在的地名来自基督教圣女圣孔瓦。在加利西亚民间传说中，她原先是一位女巫，后来皈依基督教。在殉教后成为加利西亚女巫的主保聖人。村中建有她的雕像。

## 地理
圣孔瓦距离圣地亚哥－德孔波斯特拉55公里，之间以C-545公路连接。
夏亚斯河沿东北-西南方向流经圣孔瓦，夏亚斯河以盛产鳟鱼而闻名。

## 人口
| 圣孔瓦历史人口变化图                                       |
|                                                            |
| 来源：西班牙国家统计局（1900-1991年，实际人口）（2000年-） |

## 图集

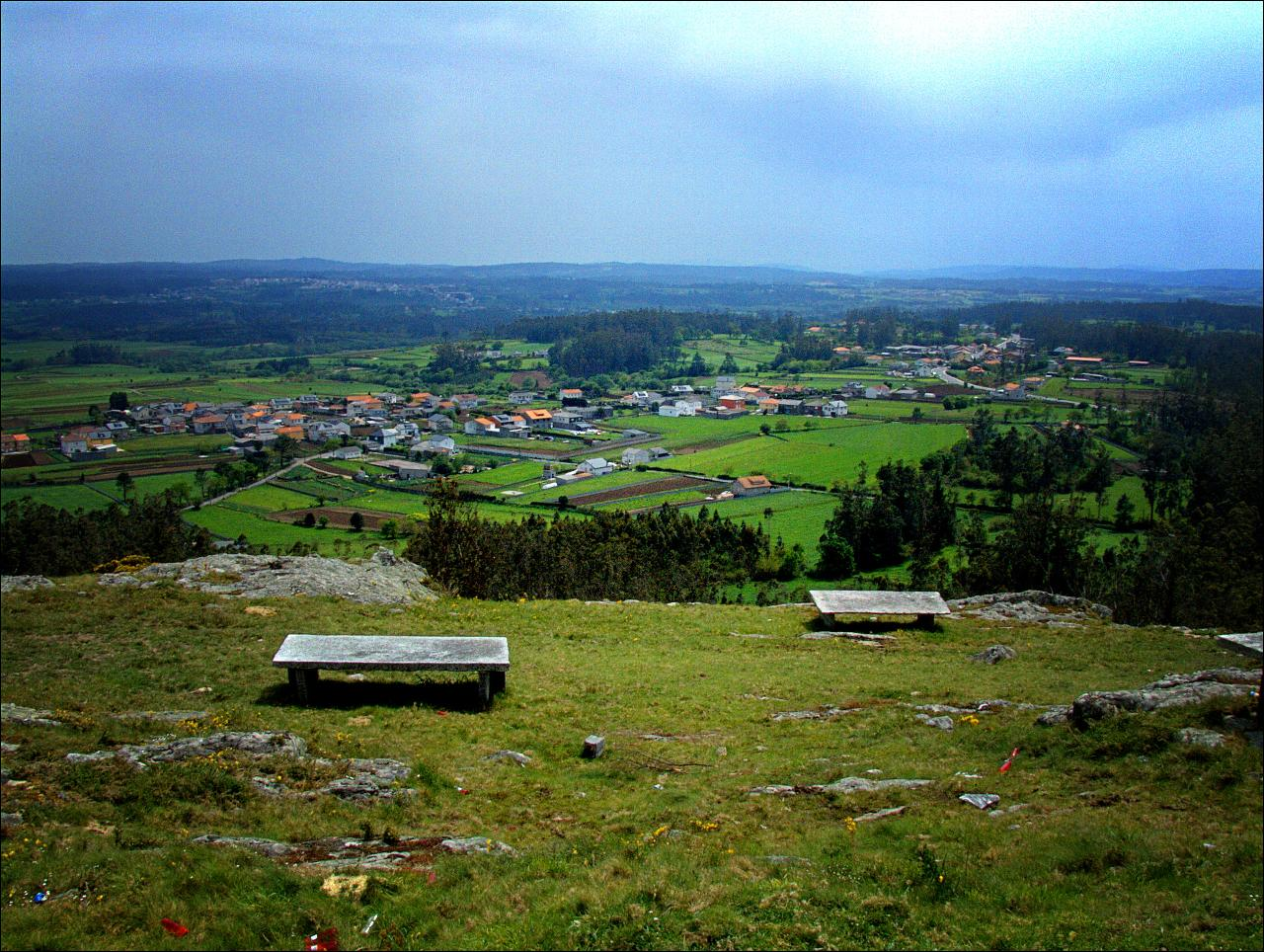
远望村庄
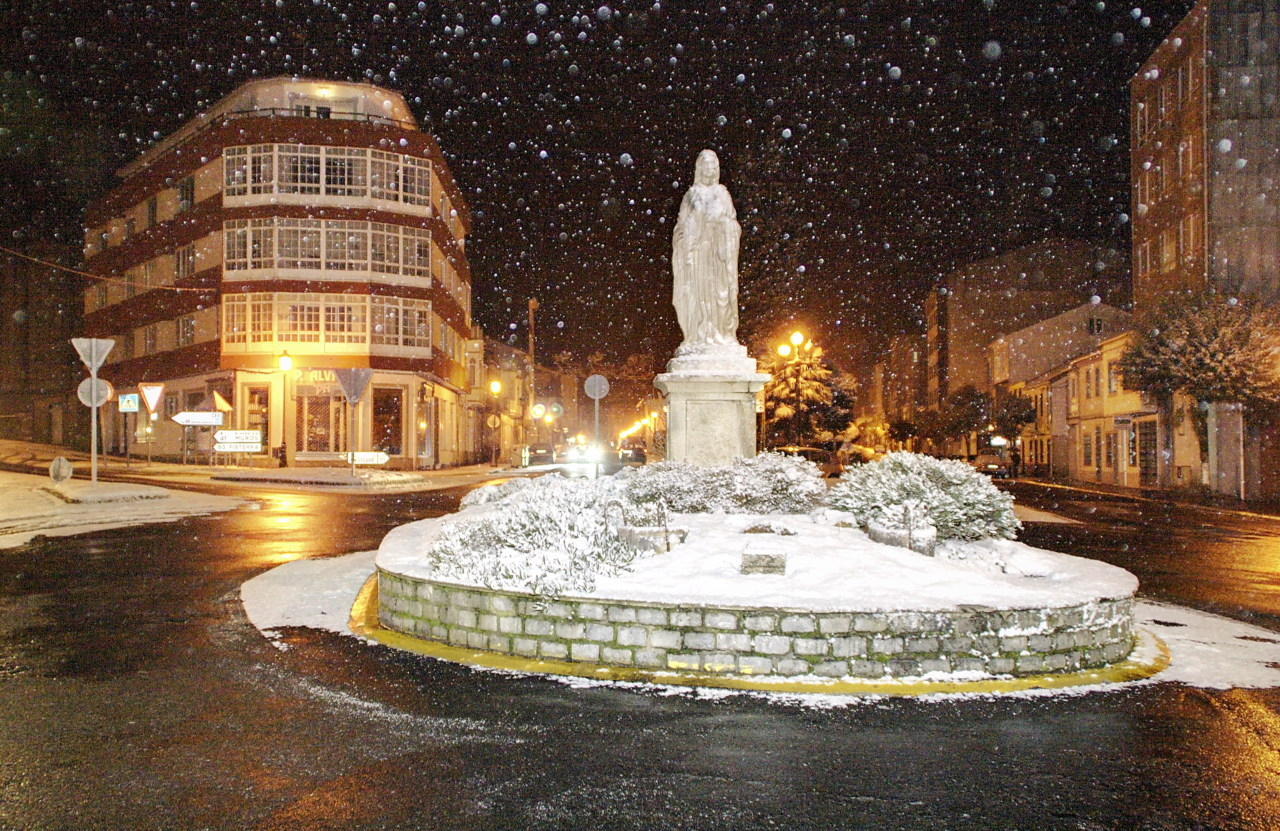
雪
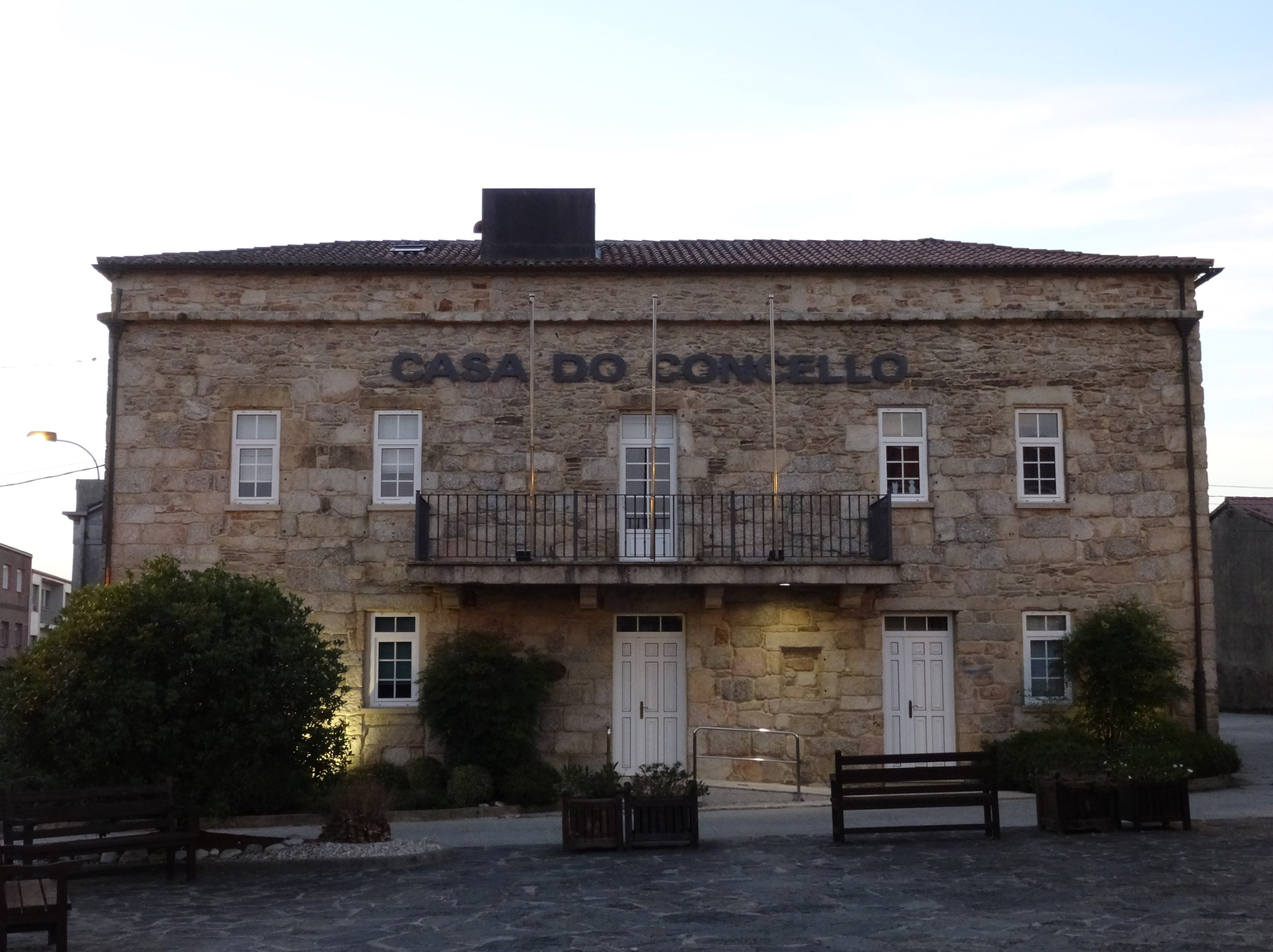
市政厅